# Лазар Ћирковић
Лазар Ћирковић (Ниш, 22. август 1992) је српски фудбалер. Игра на позицији штопера.

## Каријера
Ћирковић је у млађе категорије Партизана дошао још 2004. године, али је касније каријеру наставио у Раду за чији први тим је дебитовао 2010. Током 2012. је био и на позајмици у Палићу. У августу 2015. је потписао четворогодишњи уговор са Партизаном.

## Трофеји
Партизан
- Суперлига Србије (2) : 2014/15, 2016/17.
- Куп Србије (2) : 2015/16[2], 2016/17.